# Salts als Jocs Europeus de 2015
Les proves de Salts als Jocs Europeus estan programades per disputar-se del 23 al 27 de juny de 2015 al Baku Aquatics Center.
En un primer moment la natació no anava a formar part dels jocs, però en negociacions posteriors es va acordar la participació dels nedadors júniors, és a dir, saltadors entre 14 i 18 anys. Les úniques variacions respecte a les competicions absolutes són l'eliminació dels 10 metres plataforma sincronitzats i la prova per equips.

## Medallistes

### Homes
| Event                     | Or                                        | Plata                                   | Bronze                                   |
| 1 m trampolí              | Nikita Shleikher Rússia                   | Ilia Molchanov Rússia                   | James Heatly Regne Unit                  |
| 3 m trampolí              | James Heatly Regne Unit                   | Ruslan Adriano Cristofori Itàlia        | Ilia Molchanov Rússia                    |
| 10 m plataforma           | Matty Lee Regne Unit                      | Nikita Shleikher Rússia                 | Alexis Jandard França                    |
| 3 m trampolí sincronitzat | Rússia · Ilia Molchanov · Nikita Nikolaev | Regne Unit · James Heatly · Ross Haslam | Alemanya · Frithjof Seidel · Nico Herzog |

### Dones
| Event                     | Or                                                 | Plata                                    | Bronze                                          |
| 1 m trampolí              | Maria Polykova Rússia                              | Louisa Stawczynski Alemanya              | Diana Shelestyuk Ucraïna                        |
| 3 m trampolí              | Katherine Torrance Regne Unit                      | Ekaterina Nekrasova Rússia               | Saskia Oettinghaus Alemanya                     |
| 10 m plataforma           | Lois Toulson Regne Unit                            | Anna Chuinyshena Rússia                  | Elena Wassen Alemanya                           |
| 3 m trampolí sincronitzat | Alemanya · Louisa Stawczynski · Saskia Oettinghaus | Rússia · Maria Polykova · Elena Chernykh | Ucraïna · Diana Shelestyuk · Marharita Dzhusova |